# Cernețke, Talalaiivka
Cernețke (în ucraineană Чернецьке) este localitatea de reședință a comunei Cernețke din raionul Talalaiivka, regiunea Cernihiv, Ucraina.

## Demografie
Componența lingvistică a localității Cernețke
     Ucraineană (98,29%)
     Rusă (1,52%)
Conform recensământului din 2001, majoritatea populației localității Cernețke era vorbitoare de ucraineană (98,29%), existând în minoritate și vorbitori de rusă (1,52%).